# Pôtor
Pôtor (węg. Nógrádszentpéter) – wieś (obec) na Słowacji położona w kraju bańskobystrzyckim, w powiecie Veľký Krtíš. Pierwsze wzmianki o miejscowości pochodzą z 1332 roku.
Według danych z dnia 31 grudnia 2012 roku, wieś zamieszkiwało 831 osób, w tym 429 kobiet i 402 mężczyzn.
W 2001 roku rozkład populacji względem narodowości i przynależności etnicznej wyglądał następująco:
- Słowacy – 96,53%
- Czesi – 0,62%
- Romowie – 0,74%
- Węgrzy – 1,86%

Ze względu na wyznawaną religię struktura mieszkańców kształtowała się w 2001 roku następująco:
- Katolicy rzymscy – 53,23%
- Ewangelicy – 30,4%
- Husyci – 0,12%
- Ateiści – 14,39%
- Nie podano – 1,86%